# Antiparo
Antiparo (in greco Αντίπαρος?, Antiparos, pron. Andìparos anticamente nota come Oliaros) è un'isola della Grecia nell'arcipelago delle Cicladi, situata a 1,9 chilometri da Paro.

## Amministrazione
Con l'entrata in vigore della riforma amministrativa detta piano Kallikratis del 2011 l'isola costituisce un comune omonimo nella periferia dell'Egeo Meridionale (unità periferica di Paro). Dal punto di vista territoriale il comune comprende anche l'isola disabitata di Despotiko. Gli abitanti, al censimento 2001 sono 1 037.

## Filmografia
- Suntan, regia di Argyris Papadimitropoulos (2016)